# Керчь (большой противолодочный корабль)
«Керчь» — большой противолодочный корабль проекта 1134Б. Назван в честь города-героя Керчь. Входил в состав 30-й дивизии надводных кораблей. Бортовой № 713. В 2015 году выведен из состава ВМФ, списан. Флаг спущен 15 февраля 2020 года. Утилизирован в конце апреля 2020 года.

## Служба

### Строительство
Корабль был включён в состав кораблей ВМФ СССР 25 декабря 1969 года. Корпус заложен на стапеле ССЗ имени 61 Коммунара в Николаеве 30 апреля 1971 года (заводской № С-2003). Церемония спуска корабля на воду произведена 21 июля 1972 года. Советский военно-морской флаг был поднят на корабле 25 декабря 1974 года (дата поднятия флага объявлена общекорабельным праздником), в этот же день корабль был включён в состав 70-й бригады противолодочных кораблей 30-й дивизии противолодочных кораблей Краснознамённого Черноморского флота.

### Служба в 1975—1991 годах
После сдачи курсовых задач БПК «Керчь» был введён в состав сил постоянной готовности и 5 января 1976 года вышел на первую боевую службу в Средиземное море. Во время войны Израиля против Ливана «Керчь» демонстрировала военное присутствие СССР в восточном Средиземноморье. 24 июля корабль возвратился с боевой службы в Севастополь. Повторно участвовал в боевых службах в Средиземном море в период с 1 декабря 1977 по 28 июня 1978 года и с 3 мая по 15 октября 1979 года. В 1978 году корабль был награждён призом ГК ВМФ СССР по ракетной подготовке, а в следующем году отмечен вымпелом министерства обороны СССР «За мужество и воинскую доблесть». В 1980 году «Керчь» была награждена переходящим Красным знаменем Военного совета КЧФ. 16 октября 1981 года на корабле совершил выход в полигон боевой подготовки в районе Севастополя заместитель министра обороны СССР Маршал Советского Союза К. С. Москаленко. С 10 сентября по 6 октября 1982 года «Керчь» участвовала в учениях «Щит-82», с 3 по 20 сентября 1983 года — во флотских учениях в районе Керченского пролива под флагом Главкома ВМФ СССР. С 12 по 21 марта 1984 года — участие корабля в учениях «Союз-84», с 1 по 9 августа корабль наносил официальный визит в порт Варна (Болгария). После завершения визита и принятия на борт боезапаса, топлива и продовольствия, корабль должен был выйти в море на очередную боевую службу, но за сутки до выхода один из мичманов, не проверив наличие масла, провернул главные механизмы, отчего главная энергетическая установка корабля вышла из строя и вместо «Керчи» на боевую службу пришлось отправлять БПК «Николаев» (бортовой номер «Керчи» — 707 — был нанесён на борт «Николаева», так как именно он был указан в заявке на прохождение черноморских проливов), а БПК «Керчь» был поставлен в док «Севморзавода» для проведения среднего ремонта и модернизации.
Средний ремонт проходил с 1985 года по март 1988 года. В ходе ремонта и модернизации на корабле были заменены газотурбинные установки, установлены новые комплексы ПЛРК УРК-5 «Раструб» и ЗРК «Шторм-Н», комплекс космической связи «Цунами-БМ» системы «Циклон-Б» и 45-мм салютные орудия; РЛС «Восход» заменена на РЛС «Подберёзовик». После ремонта корабль нанёс официальный визит в порт Стамбул, а с 11 по 15 августа 1988 года — официальный визит в Варну. В 1990 году под флагом Главкома ВМФ НРБ корабль совершил заход в город-герой (порт) Одессу и в то же время, под флагом командира 30 ДиПК — официальный визит в порт Варна (Болгария). До распада СССР с 25 мая по 25 октября 1991 года «Керчь» выполнила ещё одну боевую службу.

### Служба в 1992—2014 годах
С 4 по 16 февраля 1992 года корабль вышел на очередную боевую службу уже под Военно-Морским флагом несуществующей страны, и, будучи флагманом 5-й ОПЭСК, участвовал в совместных учениях с кораблями 6-го флота США.
При выполнении швартовки 1 марта 1993 года «Керчь» врезалась в бетонную стенку 14-го причала Севастопольской ВМБ и получила повреждения кормы (была деформирована крышка ГАС «Вега»), для ликвидации которых встала на двухнедельный ремонт. Крышка была заменена путем перестановки целой с БПК «Очаков», находящийся уже длительное время в судоремонтном заводе «С.Орджоникидзе».
После модернизации в 1993 году произошло возгорание холодильника в офицерском буфете. Пожар обнаружили только через 25 минут, но надстройка загореться не успела и удалось отстоять корабль и избежать жертв.
С 16 июня по 10 июля 1993 года «Керчь» находилась на своей последней в XX веке боевой службе. За время похода дважды (21 и 23 июня) был зафиксировал контакт с атомными ПЛ США. По итогам 1993 года корабль завоевал Приз ГК ВМФ РФ по ракетной подготовке. В 1994 году «Керчь» выходила в семнадцатисуточный поход в Средиземное море для обеспечения визита Президента России Б. Н. Ельцина в Грецию. Задачи обнаружения иностранных подводных лодок в походе не решались. С 18 по 22 августа 1996 года корабль посетил Варну. В ноябре 1998 года «Керчь» под флагом заместителя командующего ЧФ контр-адмирала А. В. Ковшаря (бывшего командира корабля) посетил с официальными визитами Канны и Мессину.

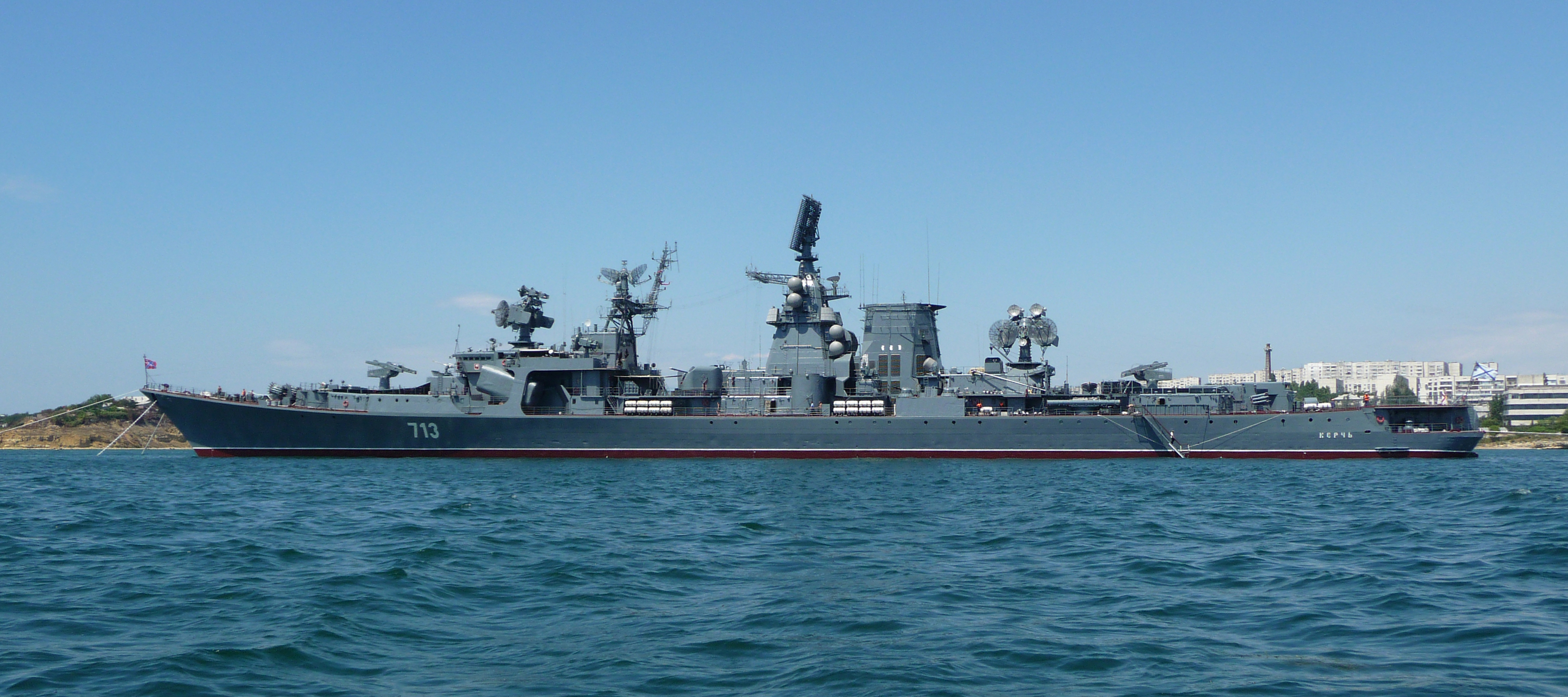
БПК «Керчь» в 2009 году

В 2005 году «Керчь» прошла текущий ремонт на Новороссийском судоремонтном заводе. В ходе ремонта был заменён один из турбогенераторов, выполнен ряд корпусных работ, отремонтирована донно-забортная арматура, устранено 6-мм биение левой валолинии. В 2006 году на «ФГУП 13 Судоремонтный завод ЧФ МО РФ» было проведено первое с 1991 года техническое обслуживание РЛС «Подберёзовик». В том же году корабль прошёл докование на «Севморзаводе», где был выполнен ремонт РЛС МР-700 «Подберёзовик».
В июне 2011 года БПК «Керчь» осуществлял двухнедельное слежение в акватории Чёрного моря за ракетным крейсером ВМС США «Монтерей».
Над кораблём шефствовали Юго-Восточный административный округ Москвы, администрация Белгорода и администрация Красноармейского района Волгограда. За время нахождения в составе сил постоянной готовности «Керчь» прошла более 180 000 морских миль, в ходе проведения противолодочных операций в течение восьми часов поддерживала контакт с иностранными атомными подлодками и в течение 40 часов — с дизельными.

### Списание
С июня по ноябрь 2014 года корабль проходил восстановительный ремонт, после которого должен был сменить РКР «Москва» на посту флагмана ЧФ. Во время ремонта, 4 ноября 2014 года, на БПК «Керчь» произошёл пожар, повредивший ряд кормовых отсеков. По результатам работы комиссии, расследовавшей происшествие, принято решение о списании и утилизации корабля в 2015 году. Позднее утилизация БПК «Керчь» была временно отложена с его переводом в резерв в качестве корабля подготовки плавсостава и плавучего штаба ЧФ. В июле 2015 года появилась официальная информация о повторной ревизии корабля для его восстановления.
Решением начальника Генерального штаба 18 августа 2015 года БПК «Керчь» выведен из боевого состава Черноморского флота и помещен в разряд военного имущества, с последующим расположением в нём военного музея Черноморского флота.
В ноябре 2016 года появилась информация о том, что маршевые двигатели БПК «Керчь» планируют переставить на другой корабль Черноморского флота — СКР пр. 1135 «Ладный». В июне 2019 года было объявлено об утилизации корабля в 2020 году. 26 июня торги на утилизацию были отменены.
15 февраля 2020 года на «Керчи» был торжественно спущен Андреевский флаг. 24 апреля 2020 года «Керчь» — последний большой противолодочный корабль проекта 1134Б — был уведён на разделку в Инкерман. В последний переход «Керчь» проводили длинными гудками корабли ЧФ, оркестр сыграл марш «Прощание славянки». По состоянию на август 2020 года находился на разделке в Инкермане, были демонтированы надстройки.

## Командиры
- капитан 2 ранга Ю. Г. Гусев[2]
- капитан 2 ранга В. В. Гришанов (июнь 1978 — октябрь 1979)
- капитан 2 ранга Нягу (1979 г — 1982 г)
- капитан 2 ранга А. В. Ковшарь (май 1982 — 1984)
- капитан 2 ранга Орлов, Евгений Васильевич (1984—1985)
- капитан 2 ранга Григорий Николаевич Шевченко (1986—1987)
- капитан 2 ранга А. И. Павлов (1987—1990гг)
- капитан 2 ранга Авраменко (1990 — 1993гг))
- капитан 2 ранга А. Е. Демиденко (1993 — 1997гг)
- капитан 2 ранга С. Б. Зинченко (1997)
- капитан 1 ранга В. Я. Зубков (2002)
- капитан 1 ранга Крылов Евгений Георгиевич (2002);
- капитан 1 ранга О. Игнасюк;
- капитан 1 ранга О. Пешкуров (с конца декабря 2006)
- капитан 1 ранга А. Бакалов (с апреля 2012)
- капитан 1 ранга В. Н. Скоков (с июня 2013)
- капитан 2 ранга А. Корнаев (с октября 2015)

## Бортовые номера
- В ходе службы корабль сменил ряд следующих бортовых номеров[2]:
- 1974 год — № 524;
- 1975—1976 годы — № 529;
- 1977 год — № 534;
- 1978 год — № 703;
- 1979—1980 годы — № 707
- 1985 год — № 708;
- 1986 год — № 708;
- 1987—1989 годы — № 708;
- 1989 год — № 708
- 1993 год — № 711;
- 1999—2014 годы — № 713;
- 2016 год — № 753.

## Фотографии

Большой противолодочный корабль «Керчь»
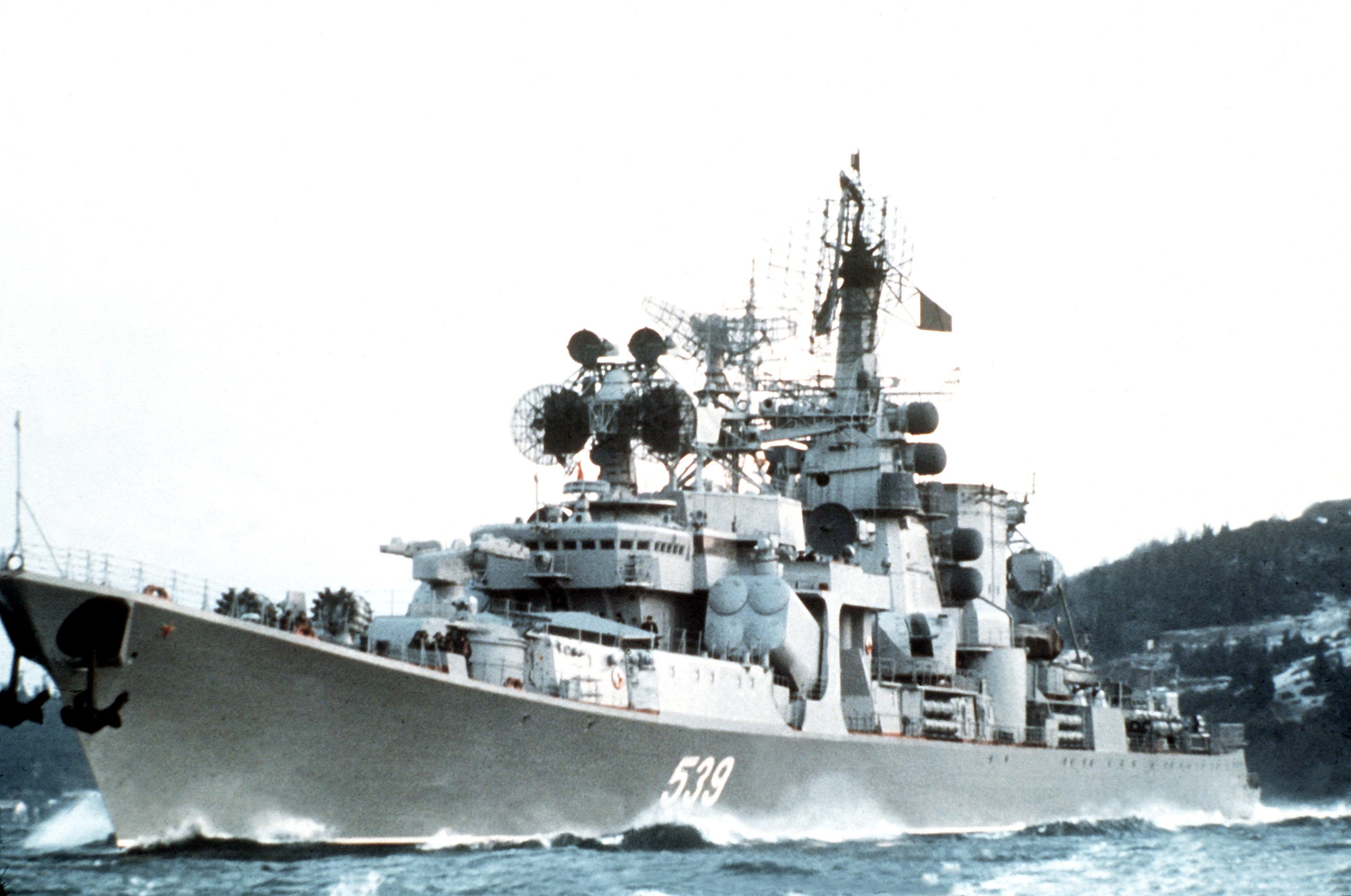
Большой противолодочный корабль Керчь, 1982 год
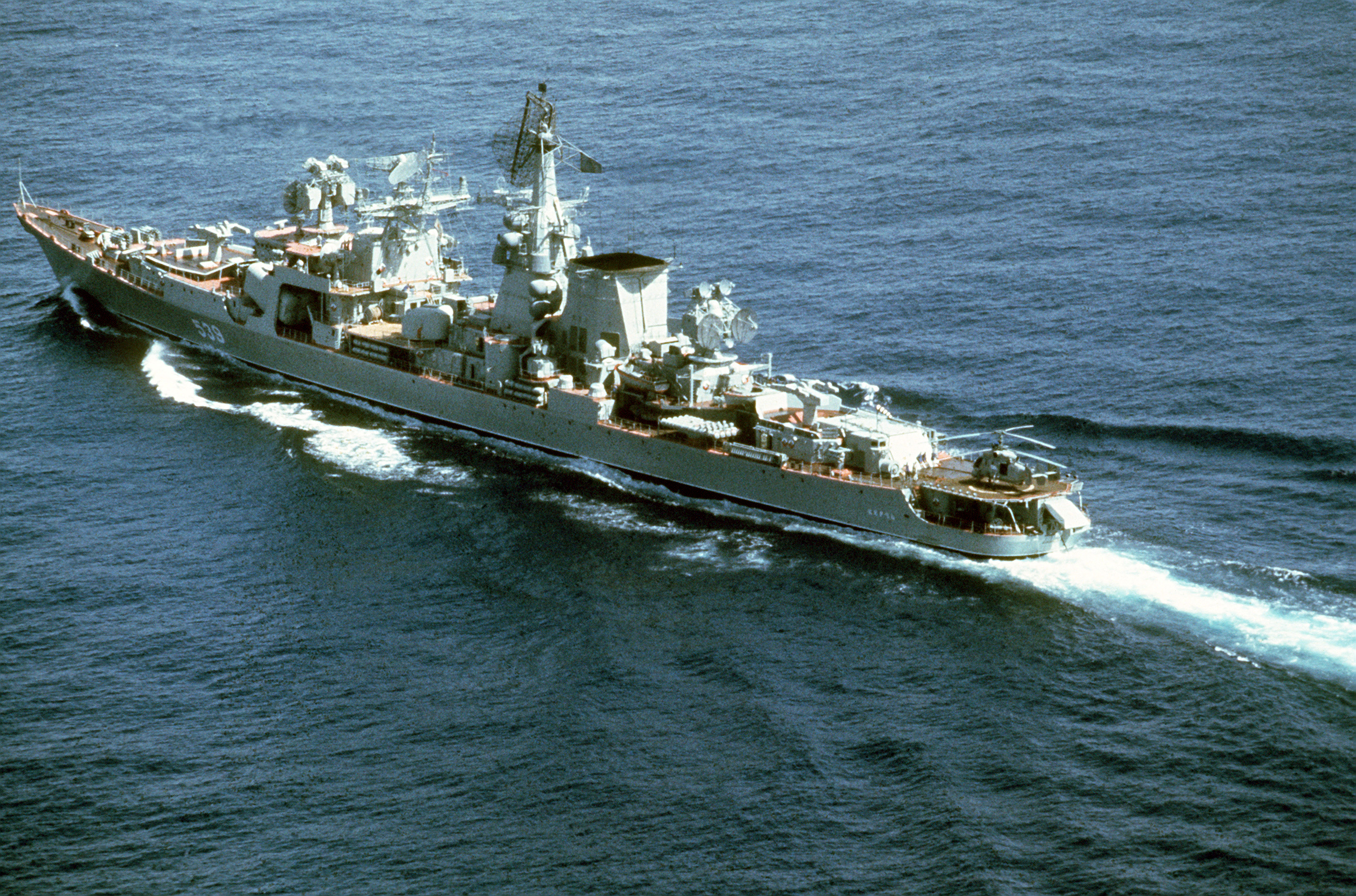
Большой противолодочный корабль «Керчь» в Средиземном море, 1982 год
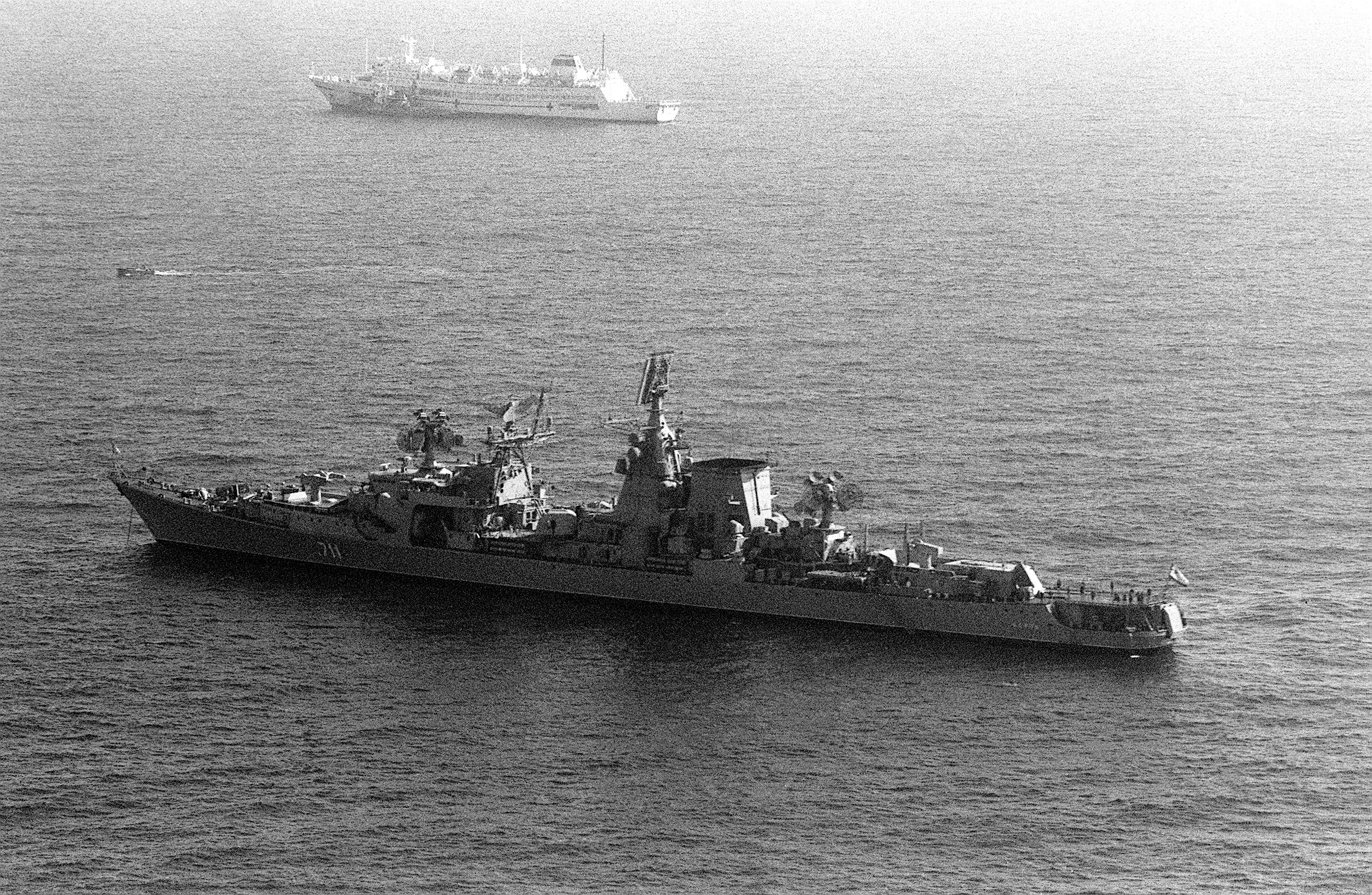
Большой противолодочный корабль «Керчь» и госпитальное судно Енисей в Средиземном море, июнь 1991 года
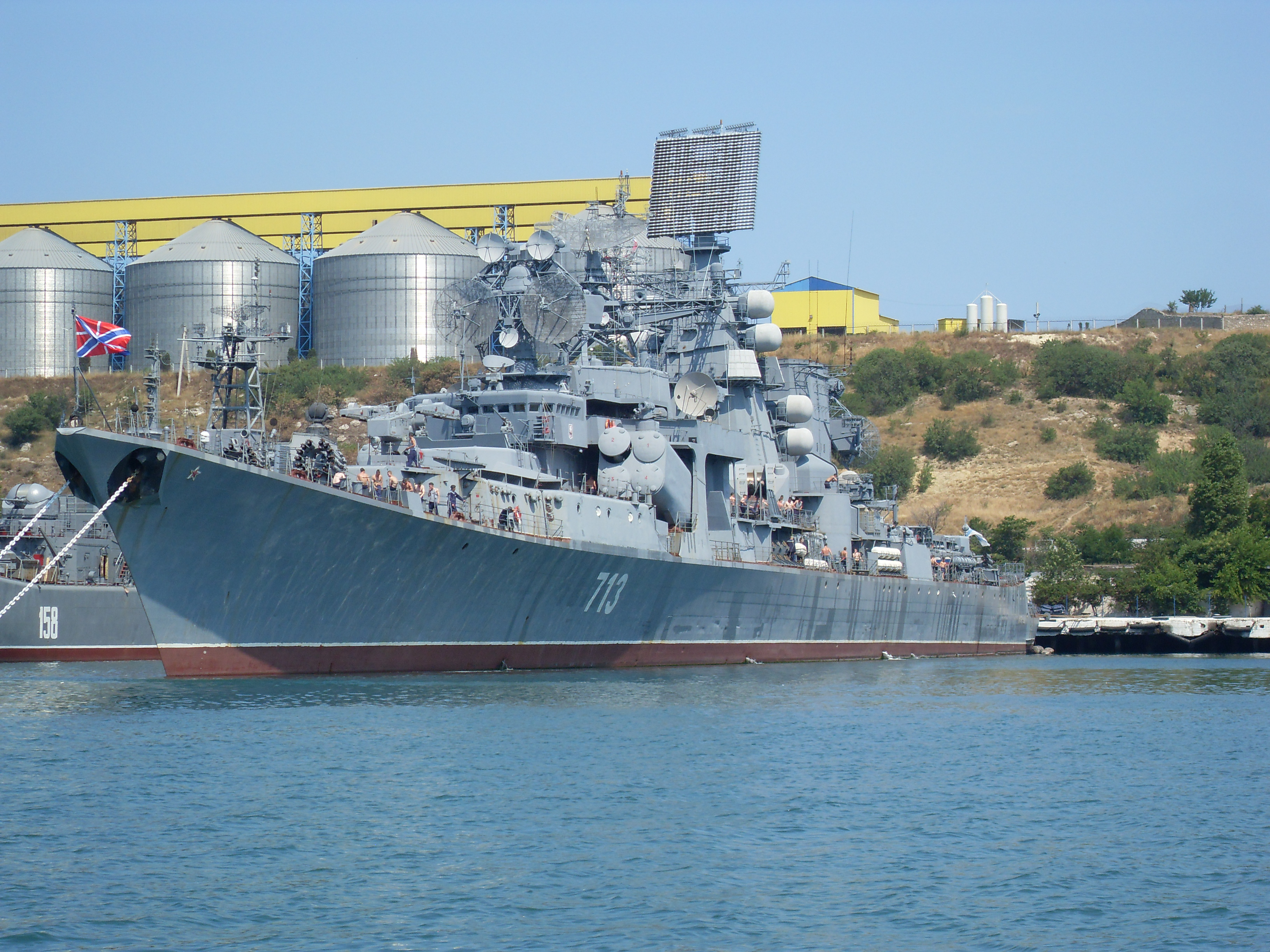
На стоянке в Севастополе, 2011 год
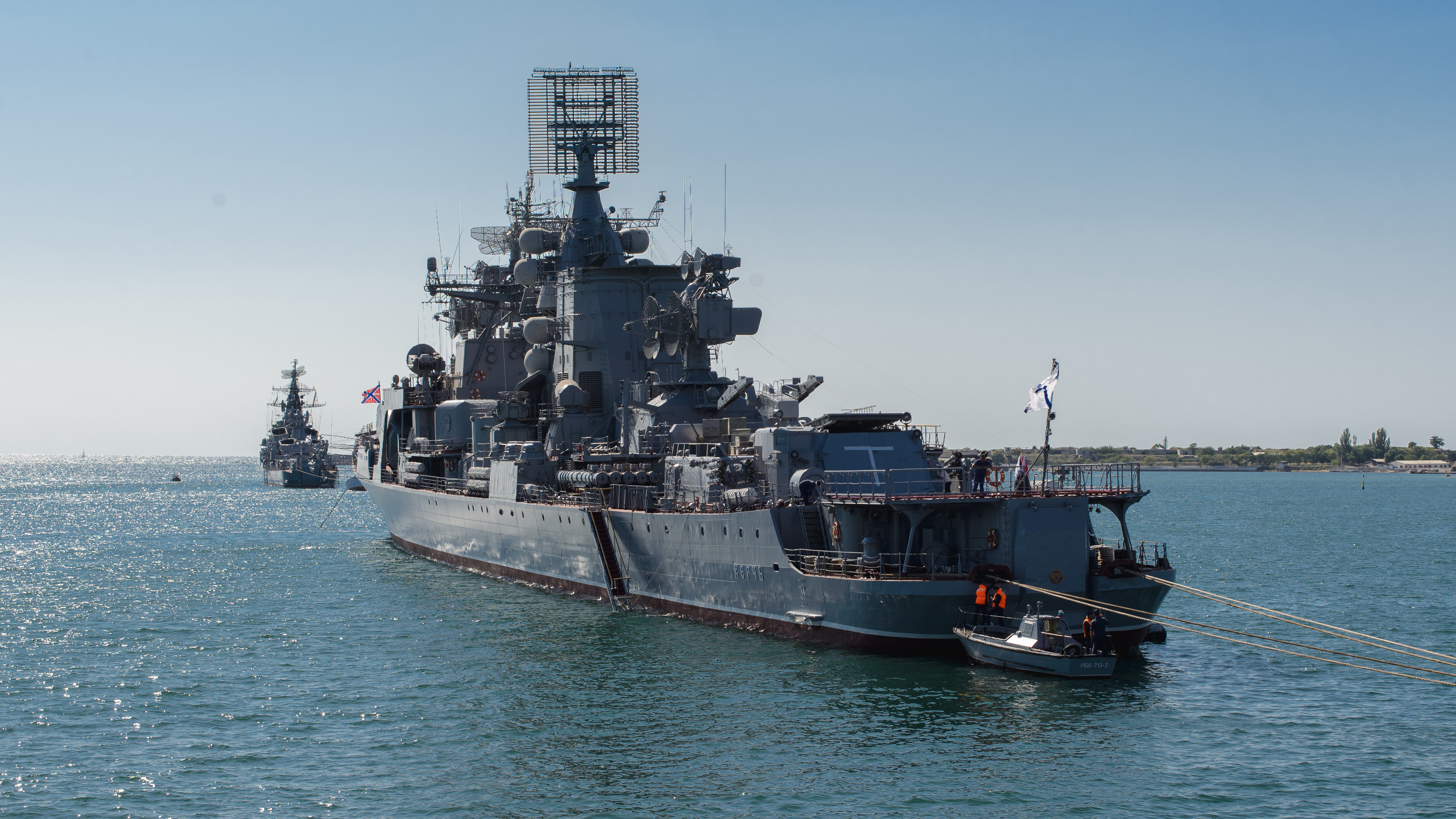
БПК "Керчь" и сторожевой корабль "Сметливый", 2013 год